# Hals, Nordjylland
Hals är en mindre ort i Ålborg Kommune i Region Nordjylland i Danmark. Orten ligger 6 meter över havet vid Limfjorden och har cirka 2 500 invånare. Närmaste större samhälle är Gistrup, 19,2 km väster om Hals.
Under andra världskriget var  tyska trupper förlagda i Hals. De vägrade att lämna orten efter krigsslutet den 5 maj 1945  tills de beordrades att överge sig  av en brittisk truppenhet den 17 maj 1945.